# Посёлок Калинина (Алтайский край)
Калинина — упразднённый посёлок в Шипуновском районе Алтайского края. На момент упразднения входил в состав Российского сельсовета. Исключен из учётных данных в 1986 году, фактически включен в состав посёлка городского типа Шипуново.

## География
Располагался у южной окраины посёлка Шипуново. В настоящее время представляет собой южную окраину села Шипуново.
Климат характеризуется как континентальный. Средние показатели температуры воздуха в зимний период находятся в диапазоне между −15 и −10 °C, летом — в диапазоне между 15 и 20 °C. Количество осадков, выпадающих зимой, в среднем составляет 187 мм, летом — 273 мм.

## История
По всей видимости возник как сельскохозяйственная коммуна. На карте 1950х годов обозначен под названием имени Сталина.
Решением Алтайского КИКа от 11 августа 1986 года № 282 населённый пункт, исключен из учётных данных.